# Chaetonotus succinctus
Chaetonotus succinctus is een buikharige uit de familie Chaetonotidae. De wetenschappelijke naam van de soort werd in 1902 voor het eerst geldig gepubliceerd door Voigt. De soort wordt in het ondergeslacht Zonochaeta geplaatst.